# Ladonia (mikronacja)
Ladonia – mikronacja znajdująca się w południowej Szwecji na półwyspie Kullahalvon, ogłoszona niepodległą w 1996 roku przez artystę Larsa Vilksa.

## Historia

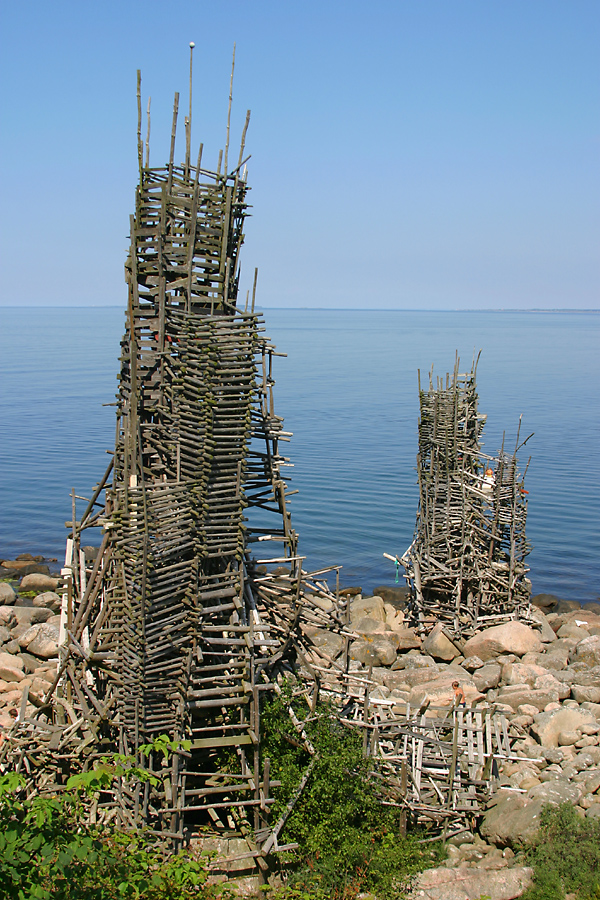
Nimis na wybrzeżu Ladonii

W 1980 roku Lars Villks zbudował na tym terenie wieże z desek, zwane Nimis. Najwyższa z nich miała 15 metrów wysokości. Ponieważ jest to teren trudno dostępny, władze dowiedziały się o tym dopiero po dwóch latach. Okazało się, iż Villks postawił je bez zezwolenia, w dodatku na terenie rezerwatu. Zażądano usunięcia konstrukcji i wypłaty odszkodowania. Próbowano też zniszczyć konstrukcje, m.in. podpalono największą wieżę. Mimo to Villks postawił kolejną budowlę – Arx (łac. „forteca”), kamienny zamek w kształcie księgi. Zamek próbowano zniszczyć za pomocą młotów pneumatycznych.
Ostatecznie ogłoszono niepodległość Ladonii, obejmującej półwysep Kullahalvon. Jej władze uznały budowle za pomniki narodowe. Wybudowano też Omfalos, obelisk o wysokości 1,6 metra. Jednak słup zabrano (bez zgody Villksa) do Moderna Museet w Sztokholmie. Wtedy Ladonia wypowiedziała wojnę Szwecji, USA i San Marino.
Nimis i Arx stoją do dziś.